# Носака, Сандзо
Са́ндзо Но́сака (яп. 野坂 参三 Носака Сандзо:, 30 марта 1892 года, Хаги — 14 ноября 1993 года) — деятель коммунистического движения Японии. Один из основателей Коммунистической партии Японии.

## Биография
Учился в Университете Кэйо в Токио. В 1922 году стал одним из основателей Коммунистической партии Японии. В 1924 участвовал в создании легального органа компартии — Бюро по изучению проблем промышленного труда, являлся его руководителем. В 1928 арестован, но в 1930 году по болезни освобожден из тюрьмы.
В апреле 1931 года был приглашён в Советский Союз и переехал в Москву. На 7-м конгрессе Коминтерна (1935) избран членом Исполкома Коминтерна и член Президиума ИККИ.
В 1934 году Носака тайно прибыл на Западное побережье Соединенных Штатов, где он участвовал в разведывательной работе отдела международных связей Коминтерна против японской императорской власти. Историки не смогли установить, насколько успешной была деятельность Сандзо Носака в Америке. В 1938 году он был отозван Коминтерном обратно в Москву. В 1940 году Носака получил новое задание Коминтерна — его направили на помощь коммунистическим силам в Китае.
Во время Второй мировой войны занимался пропагандой среди японских военнопленных в Китае, где действовал под псевдонимом Сусуму Окано (яп. 岡野 進), был одним из организаторов Лиги освобождения японского народа. После войны вернулся в Японию. В 1955—1958 годах был первым секретарём ЦК КПЯ, позже, с 1958 года по июль 1982 года, был председателем ЦК КПЯ. Позже был почётным председателем КПЯ.

## Разоблачение и скандал
27 сентября 1992 года, вскоре после его 100-летнего юбилея, двое японских журналистов, работавших в журнале «Сюкан Бунсюн» (яп. 週刊文春), Акира Като и Сюнъити Кобаяси, публично заявили о существовании документальных доказательств причастности Носаки к гибели в 1939 году Кэндзо Ямамото и его жены, его коллег по КПЯ, живших в СССР с 1989 года. Во время поездки в Москву в обстановке неопределённости после распада СССР Кобаяси и Като удалось приобрести ряд секретных документов советских спецслужб сталинской эпохи, среди них оказалось письмо Носаки с доносом на Ямамото.
В ходе расследования специально созданной командой журналистов газеты «Акахата» было установлено, что Сандзо Носака действительно написал донос на Ямамото, в результате чего последний вместе с женой погибли во время Большой чистки. Будучи спрошенным, что он может сказать в ответ на предъявленные обвинения, Носака смог ответить лишь, что ему нечего сказать. После этого его исключили из КПЯ, лишили статуса почётного председателя КПЯ и прекратили выплату партийной пенсии. Через год после разоблачения Носака умер в своём доме от старости в возрасте 101 года.

## Семья
- жена: Рё Носака (Ким Сиан; 1876—1971) — училась в МЛШ, затем в КУТВ. В ноябре 1937 исключена из ВКП(б) и арестована на 8 недель. В годы войны работала в Москве (в том числе в группах по радиопропаганде на японском языке, прослушиванию японских радиосообщений и т. д.). В 1946 году вернулась в Японию и работала в КПЯ.

## Псевдонимы
Носака в своих публикациях использовал псевдонимы Окано (Okano) и Линь Же (Lin Zhe).